# Esterndorf (Dorfen)
Das Straßendorf Esterndorf mit aktuell 138 Einwohnern ist ein Gemeindeteil am westlichen Rand der Stadt Dorfen im oberbayerischen Landkreis Erding. 

## Lage
Das Kirchdorf liegt an Isen, Geislbach und Holzer Bach, und gehörte bis 1978 zur Gemeinde Zeilhofen. Wenige Meter südlich von Esterndorf verläuft von Westen nach Osten die Bahnstrecke München–Simbach.

## Geschichte
1135/1137 wird der Ort, als ein Rudolf de Osterendorf als Zeuge auftritt, in einer Freisinger Urkunde erstmals erwähnt. Weitere Erwähnungen finden sich, als Angehörige des Esterndorfer Geschlechts Schenkungen dem Kloster Schäftlarn und dem Domkapitel machen.

Ortsansicht von Westsüdwest

Seit dem Spätmittelalter ist eine Hofmark Esterndorf nachweisbar: 1671 gehörten zu ihr 21 Anwesen. 1818 wurde die Hofmark aufgehoben und durch das Gemeindeedikt des Königreichs Bayern zusammen mit der 1802 aufgehobenen Hofmark Zeilhofen des Hochstifts Freising sowie weiteren Nachbargebieten zur Gemeinde Zeilhofen zusammengefasst. Im Zuge der bayerischen Gebietsreform schloss sie sich am 1. Mai 1978 der Stadt Dorfen an.

## Filialkirche St. Leonhard
Um 1500 wurde das, von den preysingschen Hofmarksherrn auf Kopfsburg geförderte, spätgotische Gotteshaus errichtet. Die Kirche steht in der Dorfmitte (etwas in Richtung Bahnlinie versetzt). Das Bauwerk hat wohl proportionierte Maße und hat an der Südseite eine pultdachartig angebaute Portal-Vorhalle und ebensolche Sakristei. Der Turm ist reich mit Lisenen gegliedert und hat eine mehrfache Zwiebelhaube als Abschluss.

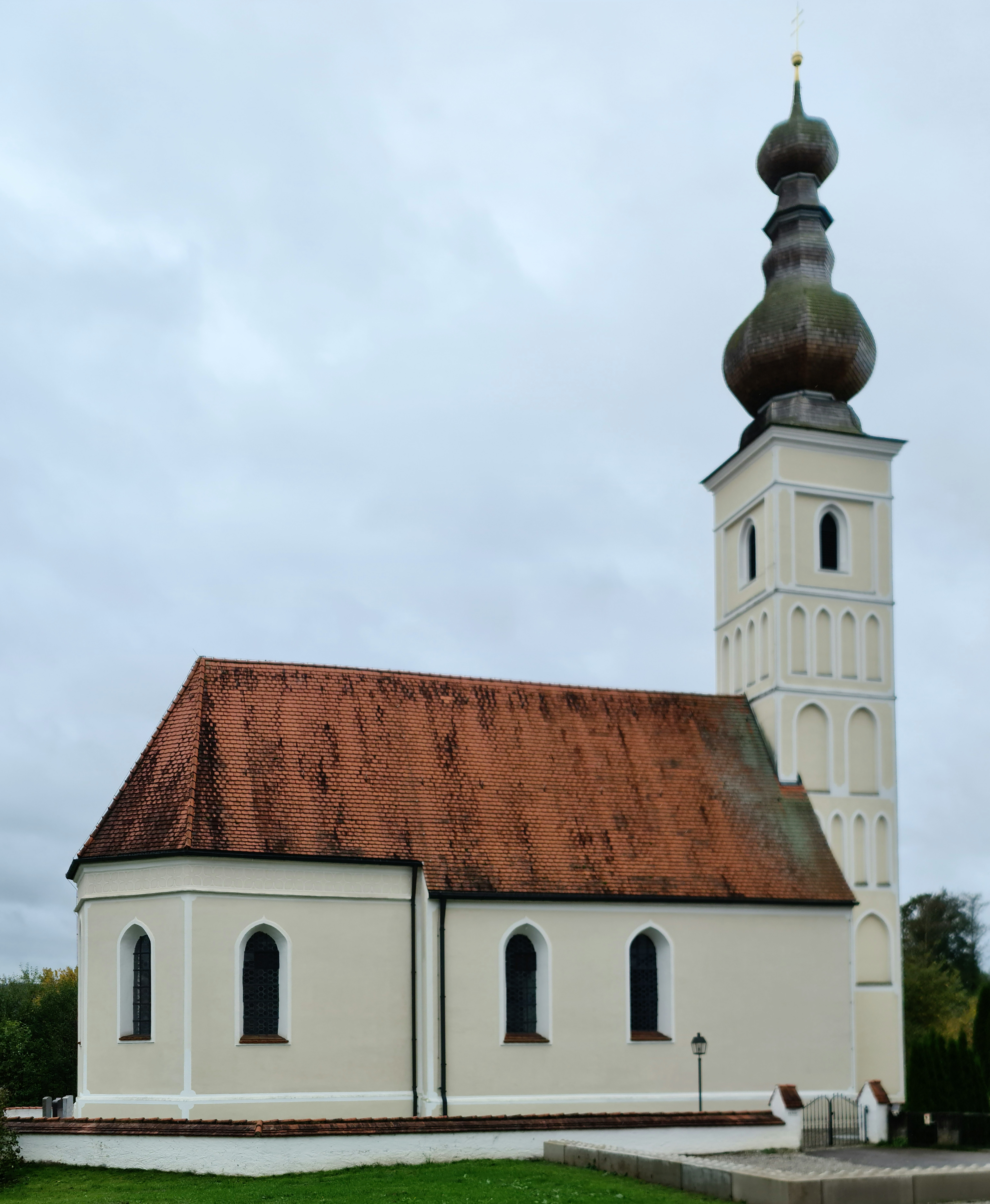
St. Leonhard von Nordost

Innen zeigt sich ein qualitatives Netzrippengewölbe. Von Matthias Fackler aus Dorfen stammen die um 1764/65 im Rokokostil gefertigten Seitenaltäre und der Hochaltar (mit dem Gemälde von Balthasar Mang aus Buchbach), ebenso die Kanzel im Stil von Oppolding und Tading.